# Nouveaux Calmes
Les  Nouveaux Calmes (en russe : Новые Тиxие) est un groupe relativement restreint et éphémère de cinéastes russes, qui a été actif à partir de 2003 jusqu'à 2011. Ils poursuivent leurs réalisation après 2011, mais on ne se réfère plus à eux comme à un groupe.
Nancy Condee, historienne du cinéma à l'Université de Pittsburgh étudie le sort du cinéma russe après la disparition d'Alexeï Balabanov en 2013. Une nouvelle génération s'est déjà exprimée avant même cette disparition. Au sein de celle-ci elle distingue ce groupe de Nouveaux Calmes composé des réalisateurs : Boris Khlebnikov, Alekseï Popogrebski, Bakour Bakouradzé, Alexeï Mizguirev,Nikolaï Khomeriki, Dmitri Mamoulia.
Ces cinéastes se caractérisent par une forme de modération et de sérénité fort différente du style sec et âpre et des sujets types armée-prison-police, dans des paysages de prisons-bordels d'Alexeï Balabanov. Ils se distinguent encore du style mystique d'Alexandre Sokourov ou d'Andreï Zviaguintsev
qui est né en 1964 et fait partie d'une autre génération. Leur nom est trouvé par le musicien et acteur Sergueï Chnourov, et Khlebnikov l'a tout de suite adopté. (Ce nom Nouveaux Calmes est également donné à des musiciens russes de l'année 2011). Le groupe ne représente pas tous les réalisateurs russes contemporains : des figures comme Alexeï Guerman Jr, Anna Melikian, nés tous deux en 1976, n'en font pas partie. C'est le producteur Roman Borisevitch qui a collaboré et soutenu la plupart des films de ces cinéastes Nouveaux Calmes.
Après 2011, ces auteurs se sont rapprochés du cinéma grand public, comme le fait Nikolaï Khomeriki dans Le Brise-glace en 2016 ou Selfie en 2018.

## Particularités
Les cinéastes de ce groupe se caractérisent par leurs scénarios laconiques, leurs longues prises de vue silencieuses, leur subtile ironie. Ils contrastent par leur calme avec des réalisateurs de la génération la plus récente, dont font partie Valeria Gaï Germanica, Kirill Serebrennikov, qui sont plus violents et extravertis, ou avec des metteurs en scène proches du monde du théâtre comme Ivan Vyrypaïev.
La manière de traiter le paysage est très particulière à ces cinéastes. Ils placent le plus souvent leur sujet dans la Russie provinciale, loin des très grandes villes. Ils montrent leurs paysages, non pas sous forme de panoramiques horizontaux, mais à travers le regard de pauvres bougres provinciaux.Nancy Condee interprète cette conception du paysage comme une forme de refus ironique des conventions à la fois d'Hollywood et de Mosfilm sur le sujet. On peut aussi y voir le refus des conventions picturales des peintres Ambulants, ajoute-t-elle.
L'historienne Condee constate aussi, que la voie ouverte par ces Nouveaux Calmes, grâce notamment à leur conception du paysage, les a menés aux portes des festivals internationaux. La Russie ne s'y fait plus remarquer par son caractère ethnique et exotique mais par une position plus ambitieuse et plus originale face à la concurrence.
L'émergence, durant près de huit ans, de ces Nouveaux Calmes se situe au moment où Alexeï Balabanov rejoint les rangs des vieux maîtres : Alexeï Guerman, Kira Mouratova et Alexandre Sokourov et au moment où la nouvelle génération apparaît (Mikhaïl Mestetski et Natalia Koudriachova).

## RéalisateursNouveaux Calmes
- Boris Khlebnikov, (né en 1972) : réalisateur de Koktelbel, Nage libre
- Alekseï Popogrebski, (né en 1972) : réalisateur de Les Choses simples, Comment j'ai passé cet été
- Bakour Bakouradzé, (né en 1969) : réalisateur de Choultes, Le Chasseur (en russe : Okhotnik)
- Alexeï Mizguirev, (né en 1974) : réalisateur de  Cœur de pierre, Tambour battant, Le Convoi
- Nikolaï Khomeriki,(né en 1975) : réalisateur de Conte de l'obscurité, À deux, Le Brise-glace, Selfie
- Dmitri Mamoulia, (né en 1969) : réalisateur d'Un autre ciel